# Mera (figlia di Atlante)
Nella mitologia greca, Mera, (dal greco Μαἱρά) era il nome di una delle figlie del primo leggendario re della Mauretania, il titano Atlante.

## Il mito
Di lei si racconta come compagna e moglie di Tegeate. Il geografo Pausania descrisse nei suoi viaggi un castello e una tomba a lei dedicati, dove alcuni pensavano che si trattasse non della figlia del titano ma di una sua discendente più lontana.
Alcuni confondono tale Mera con l'omonima figlia di Preto.